# Altenburg (Reutlingen)
Altenburg is een plaats in de Duitse gemeente Reutlingen, deelstaat Baden-Württemberg, en telt 1.837 inwoners (2007).